# Bathyraja tzinovskii
 Bathyraja tzinovskii és una espècie de peix de la família dels raids i de l'ordre dels raïformes.

## Morfologia
- Les femelles poden assolir 69 cm de longitud total.[5]

## Reproducció
És ovípar i les femelles ponen càpsules d'ous, les quals presenten com unes banyes a la closca.

## Hàbitat
És un peix marí, bentopelàgic i d'aigües profundes que viu entre 1.766-2.500 m de fondària.

## Distribució geogràfica
Es troba a l'oceà Pacífic occidental.

## Observacions
És inofensiu per als humans.